# Carla Colsmann Mohr
Carla Colsmann Mohr (født 17. april 1887 på Frederiksberg, død 17. juli 1974 i Birkerød) var en dansk maler. Hendes forældre var grosserer Poul Jacob Johannes Colsmann og Nathalie Elisabeth Mathilde Lobedanz. Hun giftede sig 11. juni 1928 med handelsgartner Sofus Mohr (1864-1943).

## Uddannelse
Carla Colsmann Mohr indledte sin uddannelse som forberedelse til Kunstakademiet hos Charlotte Sode og Julie Meldahl, på deres tegneskole. I 1904 blev hun optaget på Kunstskolen for Kvinder, i øvrigt samme dag som malerne Astrid Holm og Bizzie Høyer. De tre elever rykkede sammen med maleren Sophie Pedersen op i Modelskolen i 1906 og fik her selskab af malerne Magdalene Hammerich, Bodil Strubberg og Elisabeth Vest. På Kunstakademiet fortsatte hun til 1912. Her havde hun lærerne Viggo Johansen. Valdemar Irminger og Sigurd Wandel.
Et af hovedværkerne i Carla Colsmann Mohrs produktion er oliemaleriet Interiør fra Akademiets kvindelige Malerskole fra 1912. Man har i mange år antaget, at billedet forestillede Viggo Johansen med sine elever, herunder Colsmann Mohr selv. Da billedet er dateret 1912, må det forestille en situation fra i stedet Irmingers og Wandels klasse. Bedømt ud fra udseende og alder, må det være Sigurd Wandel, som var Irmingers assistent. De indentificerede elever på maleriet menes at være malerne Olivia Holm-Møller, Julie Madsen og Harriet Fischer-Jørgensen

## Kunstnerisk virke
I Carla Colsmann Mohrs tidlige værker ses en påvirkning af læreren Viggo Johansen; men hun udviklede sin egen forenklede stil særlig under sine udlandsrejser. Fra 1922 og fremover arbejdede hun med landskabsmaleri i Odsherred. Herudover skabte hun flere portrætter, der viser hende som en stor menneskeskildrer, herunder et hovedværk: portrættet af maleren Niels Larsen Stevns ved sit arbejdsbord, fra 1939.

## Organisatorisk virke og lærergerning
Blandt de 25 kvindelige kunstnere, der i 1916 havde underskrevet en landsdækkende indkaldelse til stiftende møde af en faglig forening for kvindelige kunstnere og derved var medstiftere, var Carla Colsmann Mohr. Foreningen blev stiftet den 7. februar 1916 og blev navngivet Kvindelige Kunstneres Samfund. Fra 1914-1928 drev Carla Colsmann Mohr sin egen malerskole, og blandt eleverne var maleren Eva Andersen, den dansk-italienske maler Elisa Maria Boglino og maleren Leo Estvad.
Carla Colsmann Mohr indstiftede et legat i sit navn, som gennem årene 1977 til 1995 blev uddelt til kvindelige kunstnere.

## Rejser og udlandsophold
- 1908, 1909 Holland
- 1911 Frankrig
- 1921, 1923 Italien
- 1926 Frankrig (Cagnes)
- 1962 Færøerne

## Hverv
- 1914-1915 Censor ved Kunstnernes Efterårsudstilling
- 1926-1927 Censor ved Charlottenborgs Forårsudstilling
- 1914-1928 Egen malerskole

## Stipendier og udmærkelser
- 1908, 1909 J.J. Levis
- 1909 Raben-Levetzau
- 1910, 1911, 1915 Akademiets stipendier
- 1912, 1913 De Bielkeske Legater
- 1917 Neuhausens Præmie
- 1927 Emma Bærentzens Legat

## Udstillinger
- 1907, 1908, 1910, 1913,1916, 1917 Kunstnernes Efterårsudstilling
- 1908-1923 Charlottenborg Forårsudstilling
- 1922. 1928, 1938, 1942, 1946, 1960 Charlottenborgs Efterårsudstilling
- 1913 Göteborg Konstforening
- 1913 Den Internationale Kunstudstilling, München
- 1914 Den baltiske udstilling, Malmö
- 1920 Kvindelige Kunstneres retrospektive Udstilling, Den Frie Udstillingsbygning
- 1930 Kvindelige Kunstneres Samfund
- 1973 2 x 140 billedkunstnere, Nikolaj, København
- 2009-2010 KØN Gender Museum, Aarhus (Udstillingen En Plads i solen)
- 2022 Arken, Ishøj (Udstillingen Kvinder i opbrud)
- 2022-2023 Holstebro Kunstmuseum (Udstillingen Olivia Holm-Møller - en kunstnerkreds)

### Separatudstillinger
- 1911 Kunstforeningen (sammen med Marie Graae, Olivia Holm-Møller, Bizzie Høyer og Sophie Pedersen)
- 1916, 1924 Den Frie Udstillingsbygning (sammen med Olivia Holm-Møller og Sophie Pedersen)
- 1954 Jugelsalen, Aarhus
- 1964 Kantinen, Berlingske Tidende, København
- 1964, 1972 Bachs Kunsthandel, København
- 1968 Kælderen, København

## Værker i offentlig eje
- 1902-1974 Et antal tegninger, tusch og blyant (Museum Vestsjælland - Odsherreds Kunstmuseum)
- 1912 Kunstakademiets Modelklasse for Kvinder, oliemaleri ( KØN - Gender Museum, Aarhus)
- 1917 Portræt af professor Christian Christiansen, oliemaleri (Niels Bohr Arkivet)
- 1919-1920 Flagene til Sønderjylland syes på Kristiansborg Slot, oliemaleri (Museum Sønderjylland)
- 1922-1924 Landskab fra Bjergene, oliemaleri (Museum Vestsjælland - Odsherreds Kunstmuseum)
- 1924 Motiv fra Christianshavn, oliemaleri (Københavns Museum)
- 1937 Landskab med Mølle, oliemaleri (Museum Vestsjælland - Odsherreds Kunstmuseum)
- 1939 Portræt af maleren Niels Larsen Stevns, tegning (Vendsyssel Kunstmuseum)

## Billede
- Link Syning af Dannebrogsflag. Maleri af Carla Colsmannpå Grænseforeningens hjemmeside Arkiveret 19. juni 2019 hos  Wayback Machine
- Omtale af maleriet Carla Colsmann: “Flagene sys”. | Den Store Krig 1914-1918
- billede på arkiv.dk